# Struktureller Egoismus
Struktureller Egoismus bezeichnet die Verfolgung von Partialinteressen einzelner Subeinheiten in Organisationen. Der Begriff wurde von Christoph Deutschmann (1995) innerhalb der Organisationssoziologie geprägt.
Im Rahmen von Entwicklungen zu Intrapreneurship werden interne Konkurrenzen und struktureller Egoismus im Unternehmen grundsätzlich bewusst angestrebt.
Allerdings tritt struktureller Egoismus auch als Teilerscheinung aus einem Politisierungsdilemma (Kühl 1994) auf, insbesondere dann, wenn Einzelne bzw. einzelne Subeinheiten nur noch auf Kosten des Gesamtinteresses zu eigenen (kurzfristigeren) Gunsten agieren.

## Nebenwirkungen
Im Kontext des strukturellen Egoismus tendieren einzelne Organisationseinheiten neben vermehrter Schönfärbung von Ergebnissen aufgrund interner Wettbewerbsintensivierung zu (heimlichen) Missachtungen interner Regeln – Kühl unterscheidet hierzu, nach Luhmann, zwischen Informalität und Illegalität. Informelle Netzwerke werden innerhalb der Organisation verstärkt gesucht, interne Abhängigkeiten verschieben sich so, dass für das Unternehmen wesentliche Mitarbeiterkreise zu erhöhter Fluktuationsanfälligkeit neigen.

## Erweiterter Kontext (Gesellschaft)
Von Thomas Feltes (2003/08) wird der Begriff struktureller Egoismus auf Gesellschaften und Demokratien ausgeweitet verwendet.